# Contea di York (Virginia)
La contea di York (in inglese York County) è una contea dello Stato della Virginia, negli Stati Uniti. La popolazione al censimento del 2000 era di 56 298 abitanti. Il capoluogo di contea è Yorktown.